# Крыжовниковые
Крыжовниковые (лат. Grossulariaceae) — семейство двудольных цветковых растений порядка Камнеломкоцветные. Большинство современных публикаций рассматривает семейство как монотипное, включающее единственный род Смородина (Ribes), содержащий около 200 видов.
Ранее в состав рода Grossularia включался Крыжовник обыкновенный (Ribes uva-crispa) под устаревшим синонимичным названием Grossularia uva-crispa (L.) Mill., или Grossularia reclinata (L.) Mill., откуда и унаследовано название всего семейства.
Распространены в областях умеренного климата северного полушария, а также в горах Центральной и Южной Америки. Ряд видов относится к числу пищевых (ягодных) растений; некоторые разводятся как декоративные. 

## Ботаническое описание
Кустарники с простыми очередными листьями. Цветки правильные, обоеполые. Чашечка из 5 чашелистиков, сросшихся в трубку, прирастающую к завязи. Лепестки обычно мельче чашелистиков. Тычинок 5. Пестик с нижней одногнездной завязью, содержащий многочисленные семяпочки.
Плоды — сочные многосемянные ягоды. Семена с эндоспермом.

## Классификация

### Таксономия
Grossulariaceae  DC., 1805, Fl. Franç. (ed. 3) 4(2): 405
Cемейство Крыжовниковые относится к порядку Камнеломкоцветные (Saxifragales), который последовательно входит в вышестоящие клады Суперрозиды → Эвдикоты → Цветковые растения. Таксономическая схема в соответствии с Системой APG IV по состоянию на декабрь 2023 года:
|  |                          |  |                                   |                           |                         |  | еще 14 семейств |                 |  |                                                             |
|  |                          |  |                                   |                           |                         |  |                 |                 |  |                                                             |
|  |                          |  |                                   | порядок Камнеломкоцветные |                         |  |                 |                 |  |                                                             |
|  |                          |  |                                   |                           |                         |  |                 |                 |  | 205 подтвержденных видов и 84 вида, ожидающих подтверждения |
|  | клада Цветковые растения |  |                                   |                           | семейство Крыжовниковые |  |                 | 1 род Смородина |  |                                                             |
|  | клада Цветковые растения |  |                                   |                           |                         |  |                 | 1 род Смородина |  |                                                             |
|  |                          |  | ещё 63 порядка цветковых растений |                           |                         |  |                 |                 |  |                                                             |
|  |                          |  |                                   |                           |                         |  |                 |                 |  |                                                             |